# Szymon Feldman
Szymon Feldman też Simche Feldman (ur. 1875 w Złoczowie, zm. po 1935) – adwokat, poseł na Sejm I kadencji.

## Życiorys
Urodził się w Złoczowie. Odbył studia prawnicze i został adwokatem w rodzinnym mieście. Został wcielony do austro-węgierskiej armii i walczył w I wojnie światowej na froncie włoskim. Po zakończeniu wojny kontynuował praktykę adwokacką w Złoczowie, a od 1920 w Warszawie. W latach 1922–1927 sprawował mandat posła na Sejm I kadencji z ramienia Mizrachi, którego Komitetu Centralnego był członkiem. Współpracował z prasą żydowską w kraju i Palestynie.